# Umako Soga
Umako Soga (jap. 蘇我馬子 Soga no Umako; 551? - 19 czerwca 626) był synem Iname Soga i członkiem potężnego rodu Soga w Japonii.
Umako wraz z księciem Shōtoku przeprowadził reformy polityczne w czasie rządów cesarza Bidatsu i cesarzowej Suiko. Zapewnił również rodowi Soga silną pozycję w rządzie poprzez zaaranżowanie małżeństwa swojej córki z członkiem rodziny cesarskiej.
Pod koniec VI wieku Umako Soga silnie promował w Japonii buddyzm. W tym czasie ród Soga zatrudniał imigrantów z Chin i Korei, zyskując technologię i wiedzę. Umako Soga, który przyjął buddyzm, pokonał Moriya Mononobe w bitwie pod Shigisan i zapewnił swojemu rodowi dominację. 15 stycznia 593 w kamieniu węgielnym pod filarem pagody w Asuka-dera (wówczas Hoko-ji) złożono Relikwie Buddy. Według sekcji Suiko w Nihongi Umako rozkazał zbudować tę świątynię.

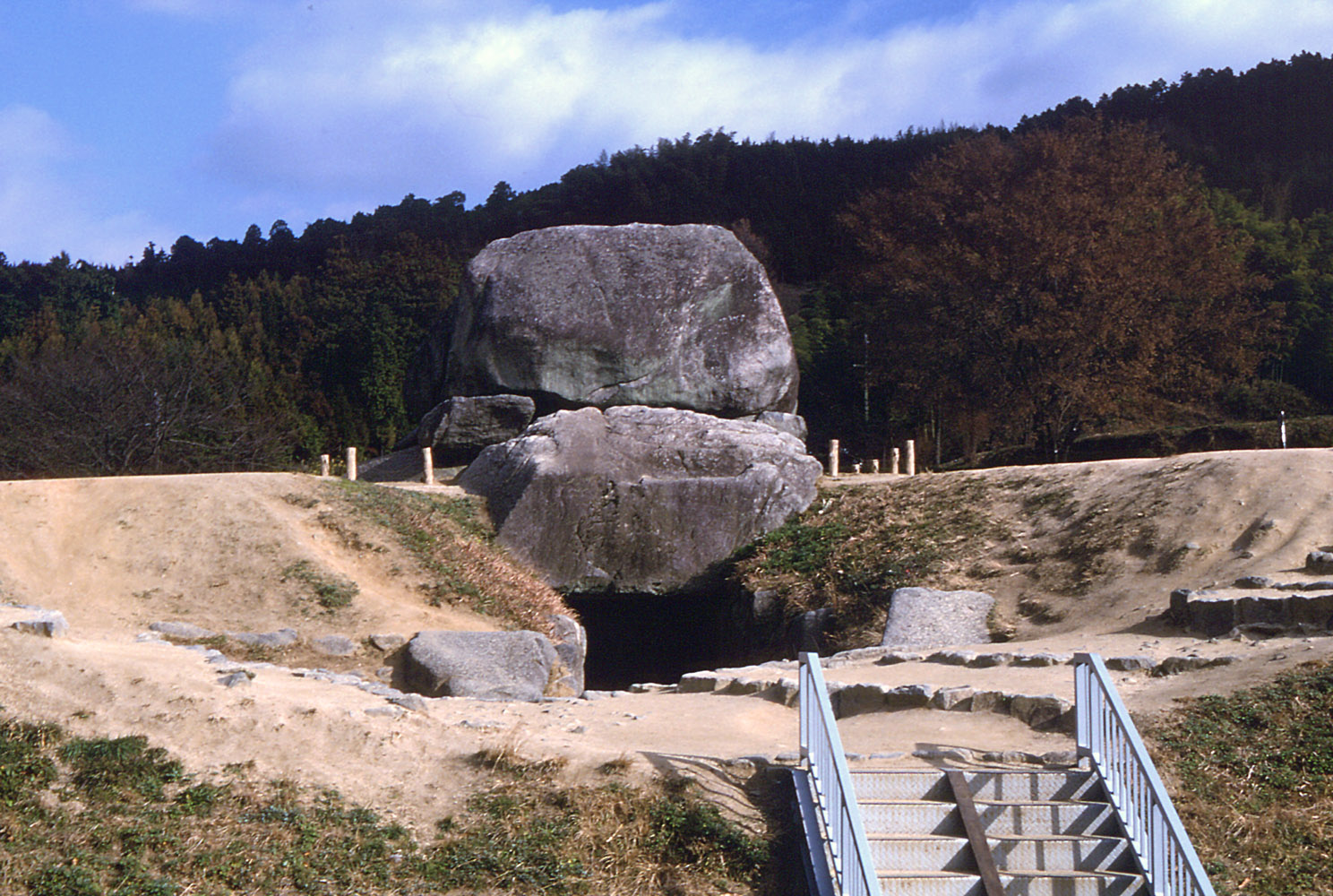
Uważa się, że kofun Ishibutai jest grobowcem Umako Soga.

## Genealogia
Żona Umako Soga była córką Ogushi Mononobe i siostrą Moriya Mononobe. Mieli pięcioro dzieci:
- Emishi Soga (Soga no Emishi)
- Kuramaro Soga (Soga no Kuramaro)
- Kahakami no Iratsume, od 587 małżonka cesarza Sushun, w 592 zaślubiona Yamato no Aya no Atahe
- Tojiko no Iratsume, małżonka księcia Shōtoku
- Hode no Iratsume, małżonka cesarza Jomei